# Status social
Statusul reprezintă poziția ocupată de o persoană în societate. Treapta pe care se află un individ într-o structură socială reflectă tipul de apreciere asupra lui, dată de către ceilalți. Fiecare om este evaluat în funcție de această poziție a sa, iar recunoașterea ei depinde atât de personalitate, cât și de normele și valorile sociale. Statusurile variază după personalitatea oamenilor, iar multe dintre interacțiunile sociale și interumane constau în identificarea și selectarea statusurilor. Nu mai puțin semnificativ este procesul de constituire a interacțiunilor sociale în temeiul unor statusuri, adică oamenii se reunesc și în funcție de poziția ocupată de ei în structurile sociale. Inițial, termenul de status a fost utilizat în sensul drepturilor și obligațiilor unei persoane, al puterii de care dispune. 
Durkheim a studiat anomia ca proces de dereglare a ierarhiei de status. Max Weber a conferit conceptului de status sensul de prestigiu social. Antropologul american Ralph Linton a desemnat prin status o colecție de drepturi și de datorii determinate de locul ocupat de individ în societate. Talcott Parsons a făcut diferența între status atribuit și status achiziționat sau dobândit. Statusul este studiat ca element al stratificării sociale distinct de conceptul de clasă.
Statusul atribuit reprezintă poziția acordată de societate, urmare a dimensiunii psihosociale (vârstă, sex, religie, rasă, mediu familial). Societatea atribuie statusuri persoanelor cu talente excepționale, din care derivă unicitatea poziției lor într-o comunitate. 
Statusul dobândit este poziția câștigată de o persoană prin învățare sau prin efort personal. El se conturează și se obține de către individ, în cadrul competiției cu toți cei care aspiră la el și prin exprimarea opțiunilor pentru poziția dorită a fi ocupată. Student, președinte, director, actor, profesor sunt exemple de statusuri dobândite. Toate societățile recunosc aptitudinile individuale și eșecurile personale, dar ele distribuie într-o proporție limitată unele statusuri dobândite (de pildă, inginer, medic, profesor, cosmonaut, jurist, aviator etc.). În timp ce statusurile ascriptive caracterizează întreaga populație dintr-o comunitate (de exemplu, bărbați sau femei, copii, tineri, adulți sau bătrâni), statusurile dobândite ființează, într-un anumit număr stabilit de societate, în raport de oportunitățile sale. Pe de altă parte, în contexte concrete, aceste statusuri servesc ca modalitate de ființare a unui comportament social adecvat sau ca supapă pentru contestatari. Mai mult, societatea oferă adesea statusuri pentru a fi dobândite, ca recompensă în manifestarea atitudinii conformiste, simultan cu căutarea posibilităților de canalizare a devianței către modalități sociale acceptabile (Vander Zanden, p. 89). 
Un tip special de status este statusul fundamental, element cheie în raporturile dintre oameni. Vârsta și sexul, și, în anumite condiții, ocupația sunt statusuri fundamentale. În virtutea acestui status ceilalți așteaptă de la noi un anumit comportament. Față de copil societatea manifestă cerințele legate de abilități și acțiuni specifice statusului acestei vârste, cum sunt pregătirea școlară, însușirea normelor de conduită, conformarea la regulile sociale, inocență, puritate etc. și în cu totul alt mod este perceput statusul de adult, judecat, în principal, prin asumarea responsabilităților sociale, competență profesională și socială. Așadar, vârsta constituie una din căile de dobândire de către individ a altor statusuri. Societatea reglementează comportamentul fiecărei vârste. Un om bătrân are un alt spațiu social decât unul tânăr.